# Championnat d'Europe féminin de handball 2026
Navigation
Autriche, Hongrie, Suisse 2024 Norvège, Danemark, Suède 2028
La 17e édition du Championnat d'Europe féminin de handball se déroule du 3 au 20 décembre 2026 pour la première fois dans cinq pays : Pologne, Roumanie, Slovaquie, Tchéquie et Turquie.
La compétition sert de qualificaion pour les Jeux olympiques de 2028 et pour le championnat du monde 2027.

## Présentation

### Désignation du pays hôte
Le 11 mai 2021, la Fédération européenne de handball (EHF) annonce officiellement que les nations suivantes ont montré leur intérêt à l'organisation de la compétition :
- Russie
- Danemark,  Norvège &  Suède (également candidats à l'organisation de l'Euro 2028)

Le 20 octobre 2021, les candidatures finales sont dévoilées et après le retrait des Scandinaves, la Russie est finalement la seule candidate. Elle est donc logiquement retenue à l'unanimité à l'occasion du 14e Congrès extraorinaire de l'EHF le 20 novembre.
En conséquence de l'invasion de l'Ukraine par la Russie en février 2022, la Russie (et la Biélorussie) sont suspendues de toute compétition organisée par l'EHF et le 4 juillet 2023, la Fédération européenne de handball (EHF) confirme que la Russie n'organisera pas la compétition. Un nouveau processus de sélection est mis en place et le 25 octobre 2023, trois candidatures sont annoncées :
- Tchéquie et  Pologne
- Roumanie et  Slovaquie
- Turquie

Le choix de la candidature retenue aurait dû être annoncée le 28 janvier 2024 à Cologne mais l'EHF a décidé de reporter l'annonce en avril en invitant les candidatures à se rencontrer à la mi-février. Durant cette réunion, les médias roumains révèle qu'une organisation à cinq pays était en cours de négociation, chacune des candidatures n'étant pas en mesure de remplir seule les conditions portées par l'EHF.
Le 8 mars 2024, la Fédération européenne de handball (EHF) confirme ces cinq pays comme co-organisateurs : Pologne, Roumanie, Slovaquie, Tchéquie et Turquie.

### Lieux de compétition
| Katowice                              | [[Fichier:Europe laea location map with borders.svg\|500px\|{{#if:\|{{{alt}}}\|Championnat d'Europe féminin de handball 2026 est dans la page Europe.]]Katowice Brno Bratislava Oradea Cluj-Napoca Antalya                            | Oradea                          |
| ------------------------------------- | --- | ------------------------------- |
| Spodek Capacité : 11 036              | [[Fichier:Europe laea location map with borders.svg\|500px\|{{#if:\|{{{alt}}}\|Championnat d'Europe féminin de handball 2026 est dans la page Europe.]]Katowice Brno Bratislava Oradea Cluj-Napoca Antalya                            | Oradea Arena Capacité : 5 500   |
|                                       | [[Fichier:Europe laea location map with borders.svg\|500px\|{{#if:\|{{{alt}}}\|Championnat d'Europe féminin de handball 2026 est dans la page Europe.]]Katowice Brno Bratislava Oradea Cluj-Napoca Antalya                            |                                 |
| Brno                                  | [[Fichier:Europe laea location map with borders.svg\|500px\|{{#if:\|{{{alt}}}\|Championnat d'Europe féminin de handball 2026 est dans la page Europe.]]Katowice Brno Bratislava Oradea Cluj-Napoca Antalya                            | Cluj-Napoca                     |
| Hala Rondo Capacité : 12 000          | [[Fichier:Europe laea location map with borders.svg\|500px\|{{#if:\|{{{alt}}}\|Championnat d'Europe féminin de handball 2026 est dans la page Europe.]]Katowice Brno Bratislava Oradea Cluj-Napoca Antalya                            | BT Arena Capacité : 10 000      |
|                                       | [[Fichier:Europe laea location map with borders.svg\|500px\|{{#if:\|{{{alt}}}\|Championnat d'Europe féminin de handball 2026 est dans la page Europe.]]Katowice Brno Bratislava Oradea Cluj-Napoca Antalya                            |                                 |
| Bratislava                            | [[Fichier:Europe laea location map with borders.svg\|500px\|{{#if:\|{{{alt}}}\|Championnat d'Europe féminin de handball 2026 est dans la page Europe.]]Katowice Brno Bratislava Oradea Cluj-Napoca Antalya                            | Antalya                         |
| Ondrej Nepela Arena Capacité : 10 000 | [[Fichier:Europe laea location map with borders.svg\|500px\|{{#if:\|{{{alt}}}\|Championnat d'Europe féminin de handball 2026 est dans la page Europe.]]Katowice Brno Bratislava Oradea Cluj-Napoca Antalya                            | Antalya Arena Capacité : 10 000 |
|                                       | Katowice accueillera le tour préliminaire, le tour principal et la phase finale. Cluj-Napoca accueillera le tour préliminaire et le tour principal. Brno, Bratislava, Oradea et Antalya accueilleront seulement le tour préliminaire. |                                 |

### Qualifications
Les équipes des pays hôtes sont qualifiés d'office ainsi que le tenant du titre.
Les 18 autres équipes doivent passer par une phase de qualification.
Du fait de l'invasion de l'Ukraine, la Biélorussie et la Russie ne participent pas à cette phase de qualification et sont, avec la Lituanie, les seules équipes non qualifiées ayant déjà participé à une édition précédente.
Ainsi, les équipes qualifiées ainsi que leurs résultats aux différentes éditions du Championnat d'Europe de 1994 à 2024 sont :
| Pays      | Qualifié en tant que | Date de la qualification | Apparitions précédentes | Apparitions précédentes | Apparitions précédentes | Apparitions précédentes | Apparitions précédentes | Apparitions précédentes | Apparitions précédentes | Apparitions précédentes | Apparitions précédentes | Apparitions précédentes    | Apparitions précédentes | Apparitions précédentes | Apparitions précédentes | Apparitions précédentes | Apparitions précédentes | Apparitions précédentes | Apparitions précédentes |
| Pays      | Qualifié en tant que | Date de la qualification | Part.                   | 94                      | 96                      | 98                      | 00                      | 02                      | 04                      | 06                      | 08                      | 10                         | 12                      | 14                      | 16                      | 18                      | 20                      | 22                      | 24                      |
| --------- | -------------------- | ------------------------ | ----------------------- | ----------------------- | ----------------------- | ----------------------- | ----------------------- | ----------------------- | ----------------------- | ----------------------- | ----------------------- | -------------------------- | ----------------------- | ----------------------- | ----------------------- | ----------------------- | ----------------------- | ----------------------- | ----------------------- |
| Pologne   | Pays co-organisateur | 8 mars 2024              | 9                       | -                       | 11                      | 5                       | -                       | -                       | -                       | 8                       | -                       | -                          | -                       | 11                      | 15                      | 14                      | 14                      | 13                      | ?                       |
| Roumanie  | Pays co-organisateur | 8 mars 2024              | 15                      | 10                      | 5                       | 11                      | 4                       | 7                       | 7                       | -                       | 5                       | Médaille de bronze, Europe | 10                      | 9                       | 5                       | 4                       | 12                      | 11                      | ?                       |
| Slovaquie | Pays co-organisateur | 8 mars 2024              | 3                       | 12                      | -                       | -                       | -                       | -                       | -                       | -                       | -                       | -                          | -                       | 12                      | -                       | -                       | -                       | -                       | ?                       |
| Tchéquie  | Pays co-organisateur | 8 mars 2024              | 8                       | 8                       | -                       | -                       | -                       | 8                       | 15                      | -                       | -                       | -                          | 12                      | -                       | 10                      | 15                      | 15                      | -                       | ?                       |
| Turquie   | Pays co-organisateur | 8 mars 2024              | 1                       | -                       | -                       | -                       | -                       | -                       | -                       | -                       | -                       | -                          | -                       | -                       | -                       | -                       | -                       | -                       | ?                       |

### Modalités
Les 24 équipes qualifiées sont réparties en 6 groupes de 4 équipes. Les deux meilleures équipes de chaque groupe sont qualifiées pour le tour principal qui se joue en deux groupes. Les deux meilleures équipes de chaque groupe du tour principal se qualifient pour les demi-finales. Les deux troisièmes jouent le match pour la 5e place.
Lors des phases de groupes, les critères suivants sont utilisés pour départager les équipes en cas d'égalité du nombre de points :
1. Nombre de points obtenus entre les équipes en question ;
2. Différence de buts dans les matchs entre les équipes en question ;
3. Nombre de buts marqués dans les matchs entre les équipes en question ;
4. Différence de buts dans l'ensemble des matchs du groupe ;
5. Nombre de buts marqués dans l'ensemble des matchs du groupe ;
6. Le cas échéant, tirage au sort.

## Tour préliminaire
- Qualifié pour le tour principal.
- Éliminé.
- T : Tenant du titre.
- PO : Pays organisateur.
- En gras : Équipe qualifiée pour le tour principal.

### Groupe A
|   | Équipe | Pts | J | G | N | P | Bp | Bc | Diff |
| - | ------ | --- | - | - | - | - | -- | -- | ---- |
| 1 | A1     | 0   | 0 | 0 | 0 | 0 | 0  | 0  |      |
| 2 | A2     | 0   | 0 | 0 | 0 | 0 | 0  | 0  |      |
| 3 | A3     | 0   | 0 | 0 | 0 | 0 | 0  | 0  |      |
| 4 | A4     | 0   | 0 | 0 | 0 | 0 | 0  | 0  |      |

### Groupe B
|   | Équipe | Pts | J | G | N | P | Bp | Bc | Diff |
| - | ------ | --- | - | - | - | - | -- | -- | ---- |
| 1 | B1     | 0   | 0 | 0 | 0 | 0 | 0  | 0  |      |
| 2 | B2     | 0   | 0 | 0 | 0 | 0 | 0  | 0  |      |
| 3 | B3     | 0   | 0 | 0 | 0 | 0 | 0  | 0  |      |
| 4 | B4     | 0   | 0 | 0 | 0 | 0 | 0  | 0  |      |

### Groupe C
|   | Équipe | Pts | J | G | N | P | Bp | Bc | Diff |
| - | ------ | --- | - | - | - | - | -- | -- | ---- |
| 1 | C1     | 0   | 0 | 0 | 0 | 0 | 0  | 0  |      |
| 2 | C2     | 0   | 0 | 0 | 0 | 0 | 0  | 0  |      |
| 3 | C3     | 0   | 0 | 0 | 0 | 0 | 0  | 0  |      |
| 4 | C4     | 0   | 0 | 0 | 0 | 0 | 0  | 0  |      |

### Groupe D
|   | Équipe | Pts | J | G | N | P | Bp | Bc | Diff |
| - | ------ | --- | - | - | - | - | -- | -- | ---- |
| 1 | D1     | 0   | 0 | 0 | 0 | 0 | 0  | 0  |      |
| 2 | D2     | 0   | 0 | 0 | 0 | 0 | 0  | 0  |      |
| 3 | D3     | 0   | 0 | 0 | 0 | 0 | 0  | 0  |      |
| 4 | D4     | 0   | 0 | 0 | 0 | 0 | 0  | 0  |      |

### Groupe E
|   | Équipe | Pts | J | G | N | P | Bp | Bc | Diff |
| - | ------ | --- | - | - | - | - | -- | -- | ---- |
| 1 | E1     | 0   | 0 | 0 | 0 | 0 | 0  | 0  |      |
| 2 | E2     | 0   | 0 | 0 | 0 | 0 | 0  | 0  |      |
| 3 | E3     | 0   | 0 | 0 | 0 | 0 | 0  | 0  |      |
| 4 | E4     | 0   | 0 | 0 | 0 | 0 | 0  | 0  |      |

### Groupe F
|   | Équipe | Pts | J | G | N | P | Bp | Bc | Diff |
| - | ------ | --- | - | - | - | - | -- | -- | ---- |
| 1 | F1     | 0   | 0 | 0 | 0 | 0 | 0  | 0  |      |
| 2 | F2     | 0   | 0 | 0 | 0 | 0 | 0  | 0  |      |
| 3 | F3     | 0   | 0 | 0 | 0 | 0 | 0  | 0  |      |
| 4 | F4     | 0   | 0 | 0 | 0 | 0 | 0  | 0  |      |

## Tour principal
Qualifiés pour les Demi-finales –  Qualifiés pour le Match pour la 5e place –  Éliminés

### Groupe I
|   | Équipe | Pts | J | G | N | P | Bp | Bc | Diff |
| - | ------ | --- | - | - | - | - | -- | -- | ---- |
| 1 | A1     | 0   | 0 | 0 | 0 | 0 | 0  | 0  |      |
| 2 | B1     | 0   | 0 | 0 | 0 | 0 | 0  | 0  |      |
| 3 | C1     | 0   | 0 | 0 | 0 | 0 | 0  | 0  |      |
| 4 | A2     | 0   | 0 | 0 | 0 | 0 | 0  | 0  |      |
| 5 | B2     | 0   | 0 | 0 | 0 | 0 | 0  | 0  |      |
| 6 | C2     | 0   | 0 | 0 | 0 | 0 | 0  | 0  |      |

### Groupe II
|   | Équipe | Pts | J | G | N | P | Bp | Bc | Diff |
| - | ------ | --- | - | - | - | - | -- | -- | ---- |
| 1 | D1     | 0   | 0 | 0 | 0 | 0 | 0  | 0  |      |
| 2 | E1     | 0   | 0 | 0 | 0 | 0 | 0  | 0  |      |
| 3 | F1     | 0   | 0 | 0 | 0 | 0 | 0  | 0  |      |
| 4 | D2     | 0   | 0 | 0 | 0 | 0 | 0  | 0  |      |
| 5 | E2     | 0   | 0 | 0 | 0 | 0 | 0  | 0  |      |
| 6 | F2     | 0   | 0 | 0 | 0 | 0 | 0  | 0  |      |

## Phase finale
|  | Demi-finales           | Demi-finales     |  |  | Finale           | Finale           |
|  | Demi-finales           | Demi-finales     |  |  | Finale           | Finale           |
|  |                        |                  |  |  |                  |                  |
|  | 18 décembre 2026       | 18 décembre 2026 |  |  | 20 décembre 2026 | 20 décembre 2026 |
|  | 18 décembre 2026       | 18 décembre 2026 |  |  | 20 décembre 2026 | 20 décembre 2026 |
|  |                        |                  |  |  | 20 décembre 2026 | 20 décembre 2026 |
|  |                        |                  |  |  | 20 décembre 2026 | 20 décembre 2026 |
|  |                        |                  |  |  | 20 décembre 2026 | 20 décembre 2026 |
|  |                        |                  |  |  |                  |                  |
|  | 18 décembre 2026       |                  |  |  |                  |                  |
|  |                        |                  |  |  |                  |                  |
|  |                        |                  |  |  |                  |                  |
|  |                        |                  |  |  |                  |                  |
|  |                        |                  |  |  |                  |                  |
|  | Match pour la 3e place |                  |  |  |                  |                  |
|  |                        |                  |  |  |                  |                  |
|  | 20 décembre 2026       |                  |  |  |                  |                  |
|  |                        |                  |  |  |                  |                  |
|  |                        |                  |  |  |                  |                  |
|  |                        |                  |  |  |                  |                  |
|  |                        |                  |  |  |                  |                  |
|  |                        |                  |  |  |                  |                  |

## Statistiques et récompenses

### Équipe-type
| \| · GB · ALG · Pivot · ALD · ARG · DC · ARD Meilleure joueuse : joueuse Meilleure défenseure : joueuse Meilleure buteuse : joueuse (.. buts) \| |
| Équipe type du championnat d'Europe 2026 |
| · GB · ALG · Pivot · ALD · ARG · DC · ARD Meilleure joueuse : joueuse Meilleure défenseure : joueuse Meilleure buteuse : joueuse (.. buts)       |

L'équipe type du tournoi est composée des joueuses suivantes :
- Meilleure joueuse :  joueuse
- Meilleure défenseure :  joueuse
- Meilleure gardienne de but :  joueuse
- Meilleure ailière droite :  joueuse
- Meilleure arrière droite :  joueuse
- Meilleure demi-centre :  joueuse
- Meilleure pivot :  joueuse
- Meilleure arrière gauche :  joueuse
- Meilleure ailière gauche :  joueuse

### Statistiques collectives
- Meilleure attaque :  inconnu (.. buts par match)
- Moins bonne attaque :  inconnu (.. buts par match)
- Meilleure défense :  inconnu (.. buts par match)
- Moins bonne défense :  inconnu (.. buts par match)
- Plus grand nombre de buts inscrits sur un match :  inconnu (.. buts contre Inconnu)
- Plus petit nombre de buts inscrits sur un match :  inconnu (.. buts contre Inconnu)
- Moyenne de buts par match : .. buts (soit .. buts par équipe)

### Statistiques individuelles
| Rang | Joueuse | Équipe  | Total | Total | Total  | Jets de 7 m | Jets de 7 m | Jets de 7 m | Champs | Champs | Champs | MJ | Moy. |
| Rang | Joueuse | Équipe  | Buts  | Tirs  | %      | Buts        | Tirs        | %           | Buts   | Tirs   | %      | MJ | Moy. |
| ---- | ------- | ------- | ----- | ----- | ------ | ----------- | ----------- | ----------- | ------ | ------ | ------ | -- | ---- |
| 1    | ...     | inconnu | ..    | ..    | ..,. % | ..          | ..          | ..,. %      | ..     | ..     | ..,. % | .  | .,.  |
| 2    | ...     | inconnu | ..    | ..    | ..,. % | ..          | ..          | ..,. %      | ..     | ..     | ..,. % | .  | .,.  |
| 3    | ...     | inconnu | ..    | ..    | ..,. % | ..          | ..          | ..,. %      | ..     | ..     | ..,. % | .  | .,.  |

| Rang | Joueuse | Équipe  | %      | Arrêts | Tirs | MJ | Moy. |
| ---- | ------- | ------- | ------ | ------ | ---- | -- | ---- |
| 1    | ...     | inconnu | ..,. % | ..     | ...  | .  | .,.  |
| 2    | ...     | inconnu | ..,. % | ..     | ...  | .  | .,.  |
| 3    | ...     | inconnu | ..,. % | ..     | ...  | .  | .,.  |